# أل ويستون
أل ويستون (بالإنجليزية: Al Weston)‏ هو لاعب كرة قاعدة أمريكي، ولد في 11 ديسمبر 1905 في لين في الولايات المتحدة، وتوفي في 13 نوفمبر 1997 في سان دييغو في الولايات المتحدة.

## وصلات خارجية
- أل ويستون على موقعبيزبول رفرنس.كوم (الدوري الرئيسي) (الإنجليزية)
- أل ويستون على موقعبيزبول رفرنس.كوم (الدوري الثانوي) (الإنجليزية)